# كيلي سايمور
كيلي سايمور (5 يونيو 1936 في جنوب أفريقيا - 17 فبراير 2019) (بالإنجليزية: Kelly Seymour)‏ هو لاعب كريكت جنوب أفريقي. شارك مع منتخب جنوب أفريقيا الوطني للكريكت. أما مع النوادي، فقد لعب مع فريق المحافظة الغربية للكريكت ‏.

## وصلات خارجية
- كيلي سايمور على موقع إي آس بي آن كريك إنفو (الإنجليزية)